# Lipa Majstrović
Lipa Majstrović (* 2. August 1970 in Paris) ist eine in München lebende französische Sängerin, Komponistin, Liedtexterin, Theaterschauspielerin und Hochschuldozentin. Sie singt Jazz, Soul, Pop, Latin, Musical und Boleros.

## Leben und Wirken
Die Tochter einer Spanierin und eines Kroaten wuchs in Paris, Vigo, Split, Valladolid und Chiclana de la Frontera auf. Während ihres Physikstudiums an der LMU München (1991–1995) widmete sie sich intensiv und autodidaktisch dem Jazz-Pop-Gesang. Majstrović sang als Solistin in diversen Formationen wie Ecco DiLorenzo and His Innersoul (1997–2016), der Harald-Rüschenbaum-Big-Band (1999–2006), Cantarela (2002–2014), Brasil Connection, Ensemble 013 und andere. Als Studiosängerin arbeitete sie für LaBrassBanda, Ralph Siegel, Marcel Barsotti und viele andere.
Seit 2015 ist Majstrović als Schauspielerin tätig und Mitglied des Tasche-Shows-Ensembles sowie des Ensembles der Komödie im Bayerischen Hof in München.
2015 gründete Majstrović zusammen mit dem Jazzpianisten Tizian Jost das Duo Esencia de Bolero. Ihr Album Historia de un Amor wurde 2020 für die Longlist beim  Preis der deutschen Schallplattenkritik nominiert. 2016 gründete sie das LIPA Quartett bestehend aus Andrea Hermenau, Paul Tietze und Guido May. 2017 rief sie die Soul-Show-Revue The Soul Queens und der Zacken aus der Krone ins Leben (Buch und Regie: Michael Tasche).
Majstrović unterrichtete Popgesang am Downtown Music Institute in Augsburg, Jazzgesang an der Musikschule 3klang in Freising sowie Musicalgesang an der Abraxas-Musical-Akademie in München. Seit 2015 unterrichtet sie Jazzgesang am Tiroler Landeskonservatorium und seit 2017 Jazz- und Popgesang an der Musikuniversität Mozarteum in Innsbruck. Sie ist auch als Komponistin und Liedtexterin tätig.

## Diskographische Hinweise
- Cantarela La Tarara (Sowiesound Records 2009)
- Steps Of Spirit  Nº 3 (Radau Records 2011)
- Ecco DiLorenzo and his Innersoul Soultrain Babadee (Nasswetter Music Group 2015)
- Esencia De Bolero Historia de un Amor (DMG Germany 2019)
- Watching Clouds, EP (Music Hub 2024)